# Yocnavil
Yocnavil är en ort i Mexiko.   Den ligger i kommunen Chilón och delstaten Chiapas, i den sydöstra delen av landet, 800 km öster om huvudstaden Mexico City. Yocnavil ligger 1 003 meter över havet och antalet invånare är 104.
Terrängen runt Yocnavil är kuperad. Runt Yocnavil är det glesbefolkat, med 16 invånare per kvadratkilometer. Närmaste större samhälle är Pamal Navil, 2,5 km nordväst om Yocnavil. I omgivningarna runt Yocnavil växer i huvudsak städsegrön lövskog.